# Brixia Tour
El Brixia Tour fue una carrera ciclista profesional por etapas que se disputaba anualmente en la provincia de Brescia, en Lombardía (Italia), en el mes de julio.
Se disputó ininterrumpidamente desde 2001, coincidiendo con la última semana del Tour de Francia. Debido a esta coincidencia temporal la participación se vía muy mermada, cosa que no impidió que la prueba contara con ganadores ilustres como el campeón del mundo Igor Astarloa, con el ganador del Tour Cadel Evans o el clasicómano Davide Rebellin. Desde la creación de los Circuitos Continentales UCI en el año 2005 formó parte del UCI Europe Tour, dentro de la categoría 2.1.
La prueba al principio constaba de tres etapas para ir aumentando progresivamente a las cinco, una de ellas contrarreloj. La ciudad de Brescia solía acoger un final de etapa y la prueba solía concluir en Darfo Boario Terme.
El único ciclista que fue capaz de imponerse en más de una ocasión fue el italiano Davide Rebellin, con dos victorias.

## Palmarés
| Año  | Ganador            | Segundo               | Tercero              |
| ---- | ------------------ | --------------------- | -------------------- |
| 2001 | Cadel Evans        | Milan Kadlec          | Raffaele Ferrara     |
| 2002 | Igor Astarloa      | Mirko Celestino       | Gianluca Valoti      |
| 2003 | Martin Derganc     | Francesco Casagrande  | Mirko Celestino      |
| 2004 | Danilo Di Luca     | Paolo Tiralongo       | Massimiliano Gentili |
| 2005 | Emanuele Sella     | Davide Rebellin       | Peio Arreitunandia   |
| 2006 | Davide Rebellin    | Marco Marzano         | Ruslan Pidgornyy     |
| 2007 | Davide Rebellin    | Santo Anza            | Matteo Carrara       |
| 2008 | Santo Anzà         | Francesco Masciarelli | Eddy Ratti           |
| 2009 | Giampaolo Caruso   | Domenico Pozzovivo    | Leonardo Bertagnolli |
| 2010 | Domenico Pozzovivo | Morris Possoni        | Daniel Martin        |
| 2011 | Fortunato Baliani  | Domenico Pozzovivo    | Diego Ulissi         |

## Palmarés por países
| País      | Victorias |
| --------- | --------- |
| Italia    | 8         |
| Australia | 1         |
| España    | 1         |
| Eslovenia | 1         |